# Eriocaulon spruceanum
Eriocaulon spruceanum är en gräsväxtart som beskrevs av Friedrich August Körnicke. Eriocaulon spruceanum ingår i släktet Eriocaulon och familjen Eriocaulaceae. Inga underarter finns listade i Catalogue of Life.